# Greenwich Village
Pour les articles homonymes, voir Greenwich et Greenwich Village (film).
Greenwich Village, ou The Village comme l'appellent la plupart des New-Yorkais, est un quartier essentiellement résidentiel de la ville de New York, situé dans le sud-ouest de l'arrondissement de Manhattan.

## Localisation
The Village est entouré par Broadway à l'est, le fleuve Hudson à l'ouest, Houston Street au sud, et la 14e rue au nord. Les quartiers qui l'entourent sont East Village à l'est, SoHo au sud et Chelsea au nord. Le village de Greenwich était mieux connu sous le nom de Washington Square au XIXe siècle, et East Village, qui  était autrefois connu sous le nom Bowery ou Lower East Side, est de temps en temps mentionné comme faisant partie de Greenwich Village. Il est cependant considéré comme un quartier voisin.
Le nom des lieux à New York change, en raison de l'influence des promoteurs immobiliers, des autorités locales, ou tout simplement parce qu'un nom ne convient plus à ses habitants. Un nom ne change qu'à la condition que les résidents de la ville l'adoptent collectivement, ce qui prend des années lorsque, par un processus informel d'acceptation consensuelle si l'usage est admis, comme dans le cas des constitutions coutumières par exemple, le terme devient nécessaire à la cohérence de l'ensemble.
En revanche, la dénomination « Clinton »[Quoi ?] constitue une exception à la règle car n'a jamais été acceptée par la plupart des habitants du Village bien qu'adoptée. De même, les résidents de New York se réfèrent rarement à la Sixième avenue comme Avenue of the Americas. Un nouveau nom de quartier peut être controversé, comme peuvent l'être la perception de ses limites.

## Plan du quartier
Par le passé, Greenwich Village était, comme son nom l'indique, un petit village rural avant d'être englobé par New York. De ce fait, la disposition de ses rues ne coïncide pas avec la majeure partie du plan cadastral en forme de grille de Manhattan (établi d'après le Commissioners' Plan de 1811). Greenwich Village a été autorisé à maintenir le modèle de son tracé de rues quand le plan a été mis en application, ce qui a eu pour effet de conserver une disposition qui tranche avec la structure ordonnée d'autres parties de la ville. Plusieurs rues sont étroites et on retrouve des virages à la place de carrefours à angles droit. De plus, à la différence de la majeure partie de Manhattan, les rues du Village portent des noms plutôt que des numéros. Il existe bien quelques rues numérotées mais la numérotation ne se conforme pas toujours au modèle du reste de la ville et elle ne se poursuit pas dans les quartiers voisins. Par exemple, la 4e rue Ouest rejoint la 12e rue Ouest au nord du quartier.

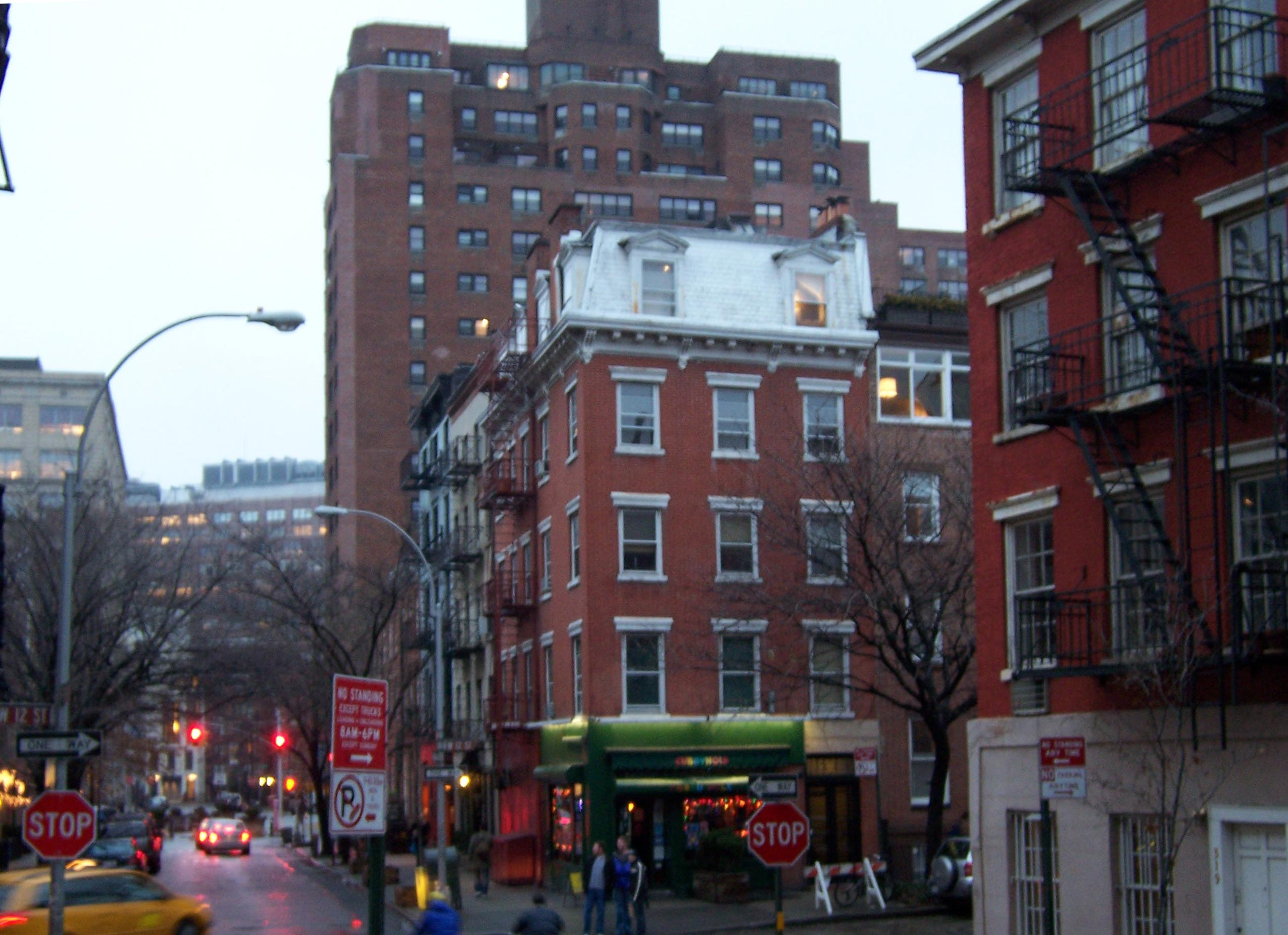
Intersection de la 4e et de la 12e rue Ouest.
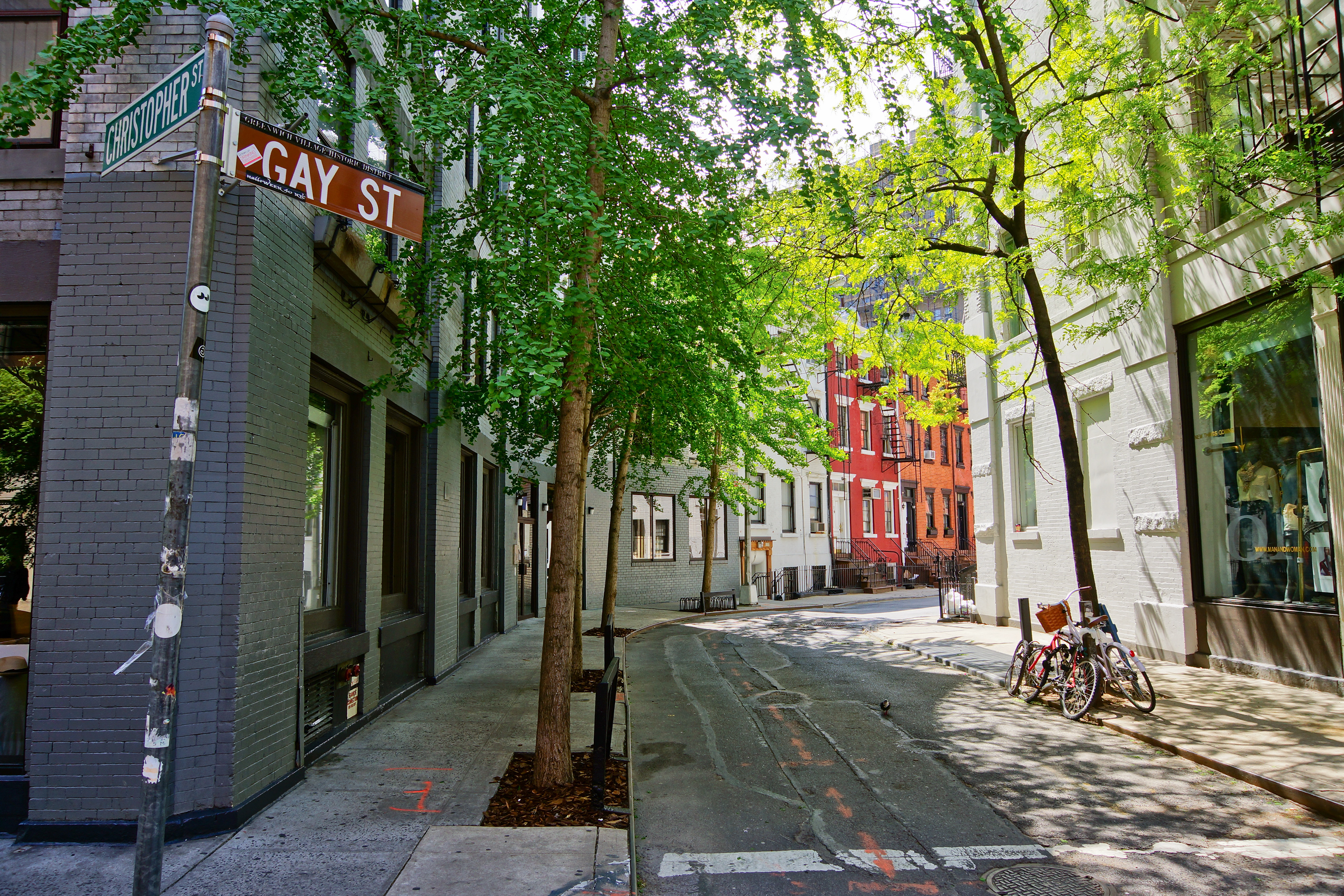
Gay Street.

## Histoire

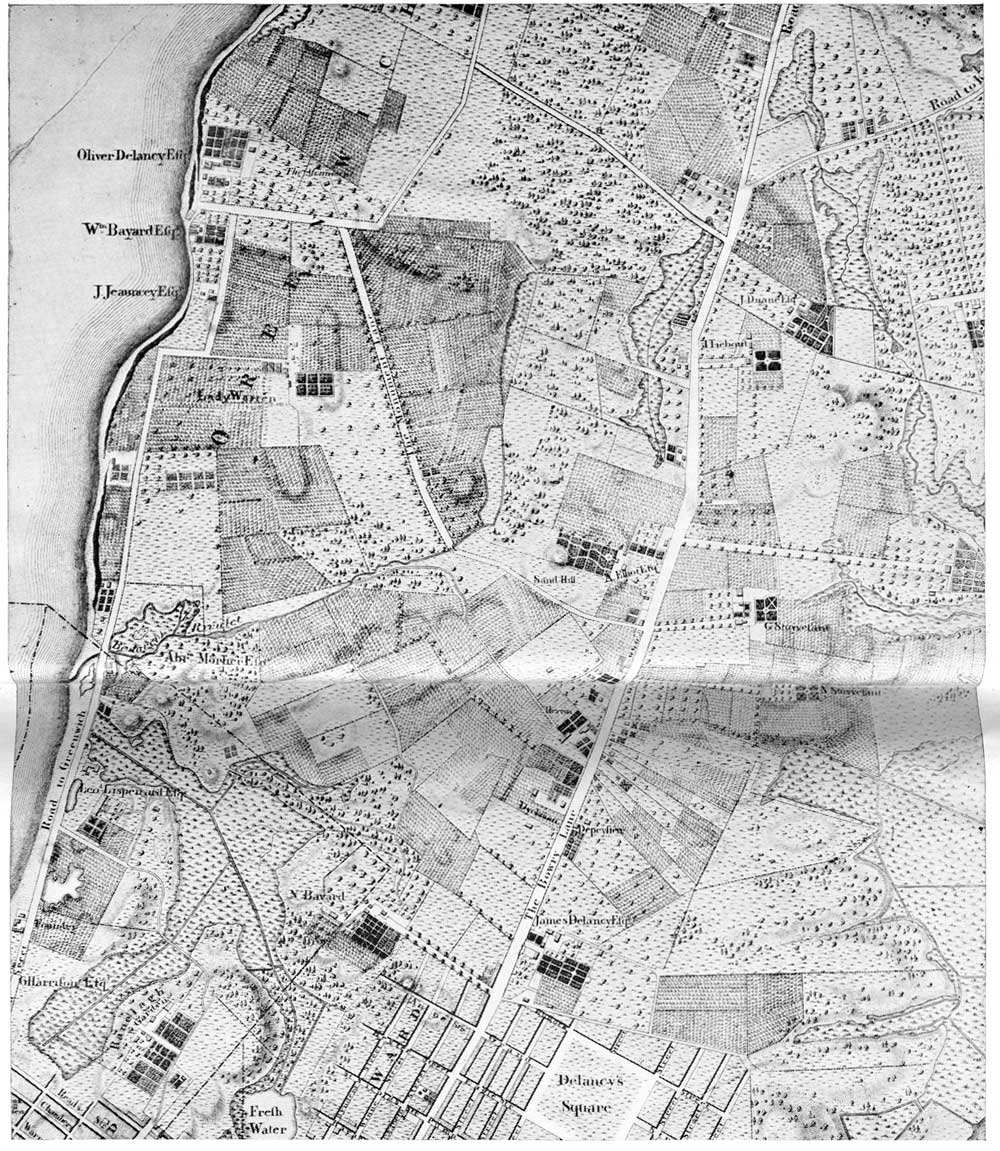
Ancienne carte de Greenwich Village (vers 1766).

### Origines
Greenwich Village se situe sur une ancienne zone marécageuse. Au XVIe siècle, les Amérindiens l'appelaient Sapokanikan (« champ de tabac »). 
Les premiers colons hollandais défrichèrent le site vers 1630 et le transformèrent en pâturage, avant de le nommer Noortwyck. Lorsque les Anglais firent la conquête de New Amsterdam en 1664, Greenwich Village, alors simple hameau, s'était développé séparément et à plus de trois kilomètres de Manhattan, qui était déjà plus grande et connaissait une croissance rapide. Le hameau devint officiellement un village en 1712 et sa première référence en tant que « Grin'wich » dans les archives de la ville date de 1713. En 1822, une épidémie de fièvre jaune s'abattit sur New York et poussa les résidents à s'installer à Greenwich Village, où l'air était plus sain. Après cela, beaucoup décidèrent d'y rester. 

### Bohème

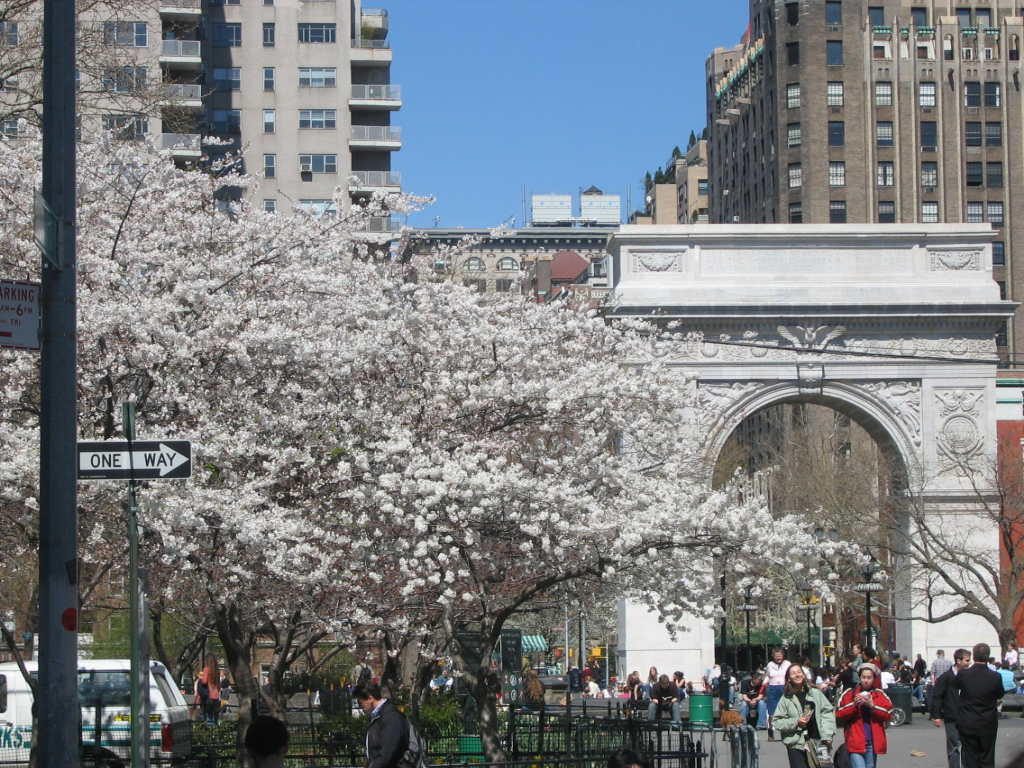
L'arche de Washington Square Park au printemps.

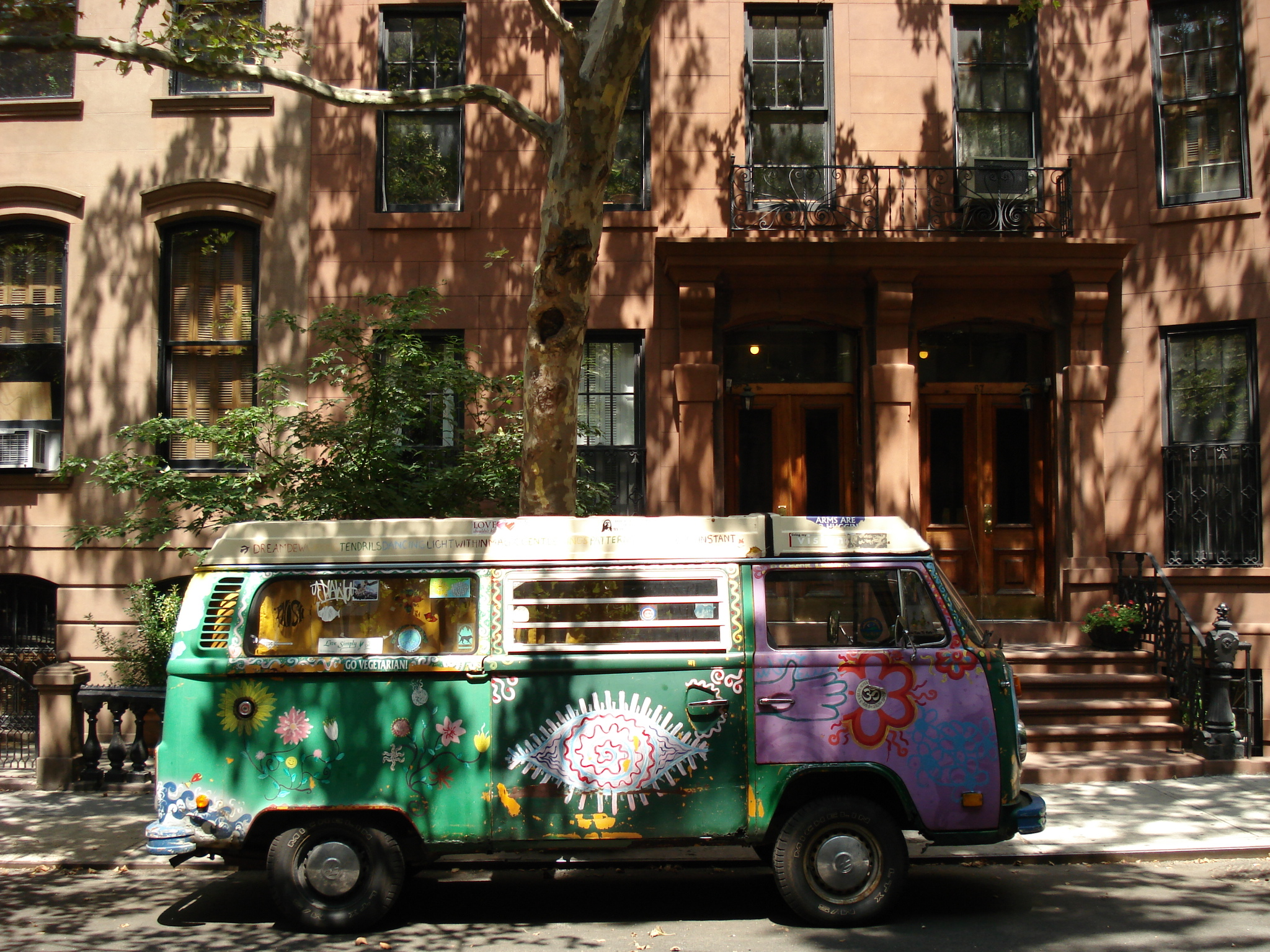
Van « hippie » au sein de Greenwich Village.

Greenwich Village est connu dans le monde comme un des bastions de la culture artistique et d'un mode de vie bohème. Le quartier est réputé pour son côté pittoresque, ses artistes et sa culture alternative. En raison des opinions progressistes de ses résidents, le Village a traditionnellement été le foyer de nouveaux mouvements politiques, artistiques ou culturels, dont les acteurs se retrouvaient dans les établissements du quartier, comme le Eve's Hangout. Cette tradition d'enclave avant-gardiste et de culture alternative remonte au début du XXe siècle et s'appuie à l'époque sur le développement de petites imprimeries, de galeries d'art et d'un théâtre expérimental. 
Après la Seconde Guerre mondiale, Greenwich était fréquenté par les peintres de l'expressionnisme abstrait. En 1947, le Living Theatre est fondé et devient l'une des principales scènes du théâtre d'avant-garde. The Village Voice, un journal d'investigation, est fondé en 1955.
Pendant l'âge d'or de la culture bohème, Greenwich Village est devenu célèbre par ses personnages excentriques, tels que Joe Gould (décrit plus tard par Joseph Mitchell), le poète Maxwell Bodenheim (1893 - 1954), qui fut l'auteur d'un ouvrage intitulé Nu sur des patins à roulettes, avant de mourir assassiné par l'amant de sa femme. Aussi bien que ses greats initiés par Eugene O'Neill. L'esprit de rébellion politique était alimenté par le journaliste activiste John Reed, communiste de la première heure, mort en 1920, et enterré au Kremlin à Moscou. Dans un registre plus original encore, on pourra également citer Marcel Duchamp, artiste franco-américain aux tendances anarchistes et ses amis qui lâchèrent dans le ciel des ballons du haut de l'arche de Washington Square, proclamant ainsi la fondation de la « République indépendante de Greenwich Village ».
The Village devint encore important pour la scène de Bohème pendant les années 1950, quand la Beat Generation y focalisa son énergie. Voulant échapper à ce qu'elle ressentait comme un conformisme social oppressant, une collection d'écrivains, de poètes, d'artistes et d'étudiants en quête de liberté se dirigea vers Greenwich Village. Ce furent les précurseurs de la scène hippie d'Haight-Ashbury à San Francisco de la décennie suivante. Le Village et la ville New York ont joué plus tard des rôles centraux dans les œuvres de Jack Kerouac, Allen Ginsberg et William S. Burroughs, entre d'autres.

### Musique
Greenwich Village a joué un rôle important dans le développement de la scène de la musique folk dans les années 1960. Trois des quatre membres des The Mamas and the Papas se sont réunis là. L'un des résidents du Village, Bob Dylan, était l'un des  premiers compositeurs populaires de chansons du pays, et souvent les créations new-yorkaises influençaient directement le mouvement Folk rock de San Francisco, et ce dans les deux sens. La photo de la pochette de l'album de Dylan The Freewheelin' Bob Dylan, sorti en 1963, a d'ailleurs été prise au Village.
On dénombre aussi de nombreux clubs musicaux dans le Village, comme surement un des plus célèbres, le Village Vanguard. Lors d'un voyage en 1963, Johnny Hallyday découvrit deux guitaristes, Joey Gréco et Raph Dipettro, qui jouaient au Trudi Hiller Club, il les fera venir en France pour former son futur groupe Joey and the Showmen. De nombreuses idoles de la culture populaire ont fait leurs débuts dans les nightclubs, les théâtres et les cafés du Village pendant les années 1950, 1960, et le début des années 1970. Le Greenwich Village des années 1950 et 1960 est au cœur du livre de Jane Jacobs Déclin et survie des grandes villes américaines, où elle l'a défendu ainsi que les communes du même genre, en même temps qu'elle critiquait la politique de rénovation urbaine de son époque.
C'est dans un appartement situé à Greenwich Village que Sid Vicious est mort d'une overdose en février 1979.

### Mouvement gay et lesbien

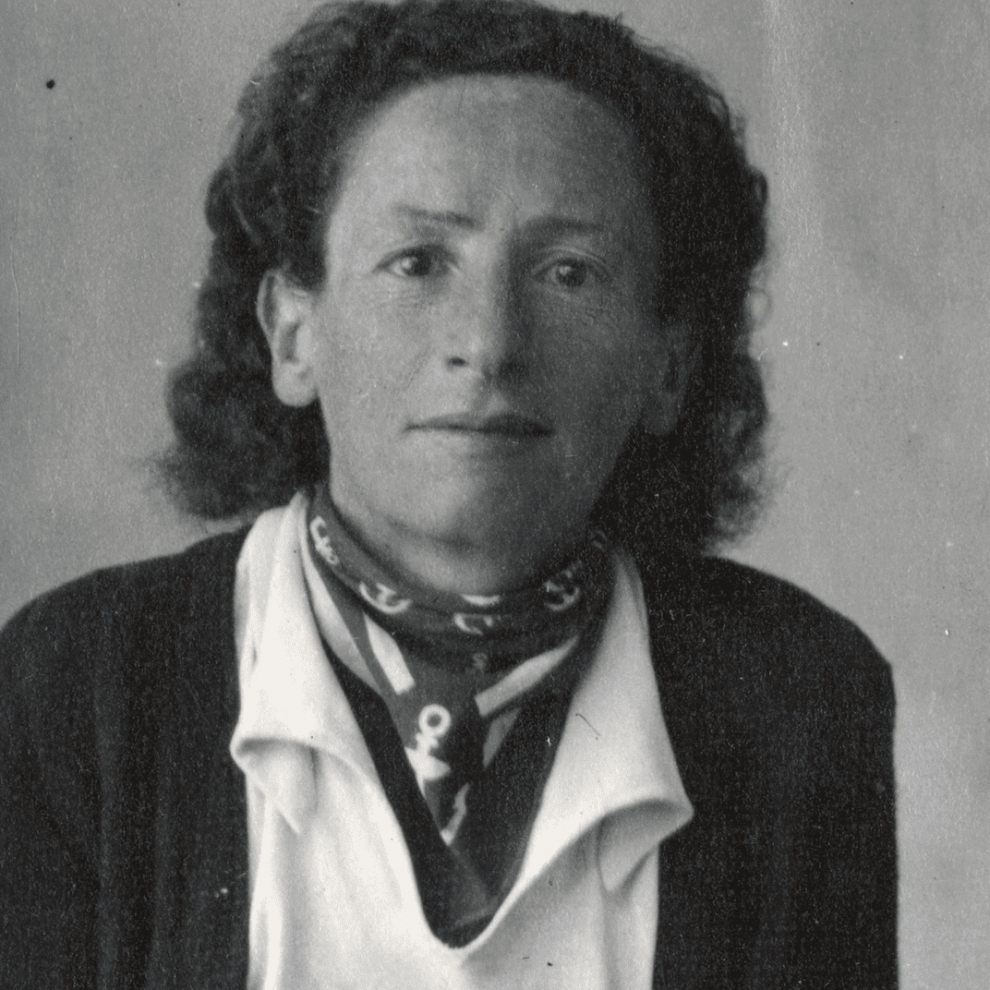
Eva Kotchever, propriétaire de Eve's Hangout dans les années 1920.

Ces dernières années, le Village a maintenu son rôle de centre contestataire défiant la culture des États-Unis au sens large. 
Par exemple, son rôle dans le Mouvement de libération gay. Dès les années 1920, on y trouve des établissements ouvertement homosexuels, notamment le Eve’s Hangout tenu par Eva Kotchever en 1925-1926. 
En 1969, les émeutes de Stonewall dans Christopher Street marquent le début du mouvement de libération gay aux États-Unis et dans le monde entier. 
La plus ancienne librairie spécialisée dans les parutions gays et lesbiennes, le Oscar Wilde Bookshop, a été créée à Greenwich Village en 1967. 
Ainsi, le terme de « Village » devient bientôt un terme générique associé au mouvement gay (on parle en anglais de « gay villages » pour désigner des quartiers où vivent des communautés homosexuelles).
Le groupe disco Village People y a débuté. Dans les années 1980 d'autres artistes gays investissent le quartier pour développer leur art, notamment Nelson Sullivan qui pratique l'art vidéo et, par ce biais, l'autoportrait.

## De nos jours

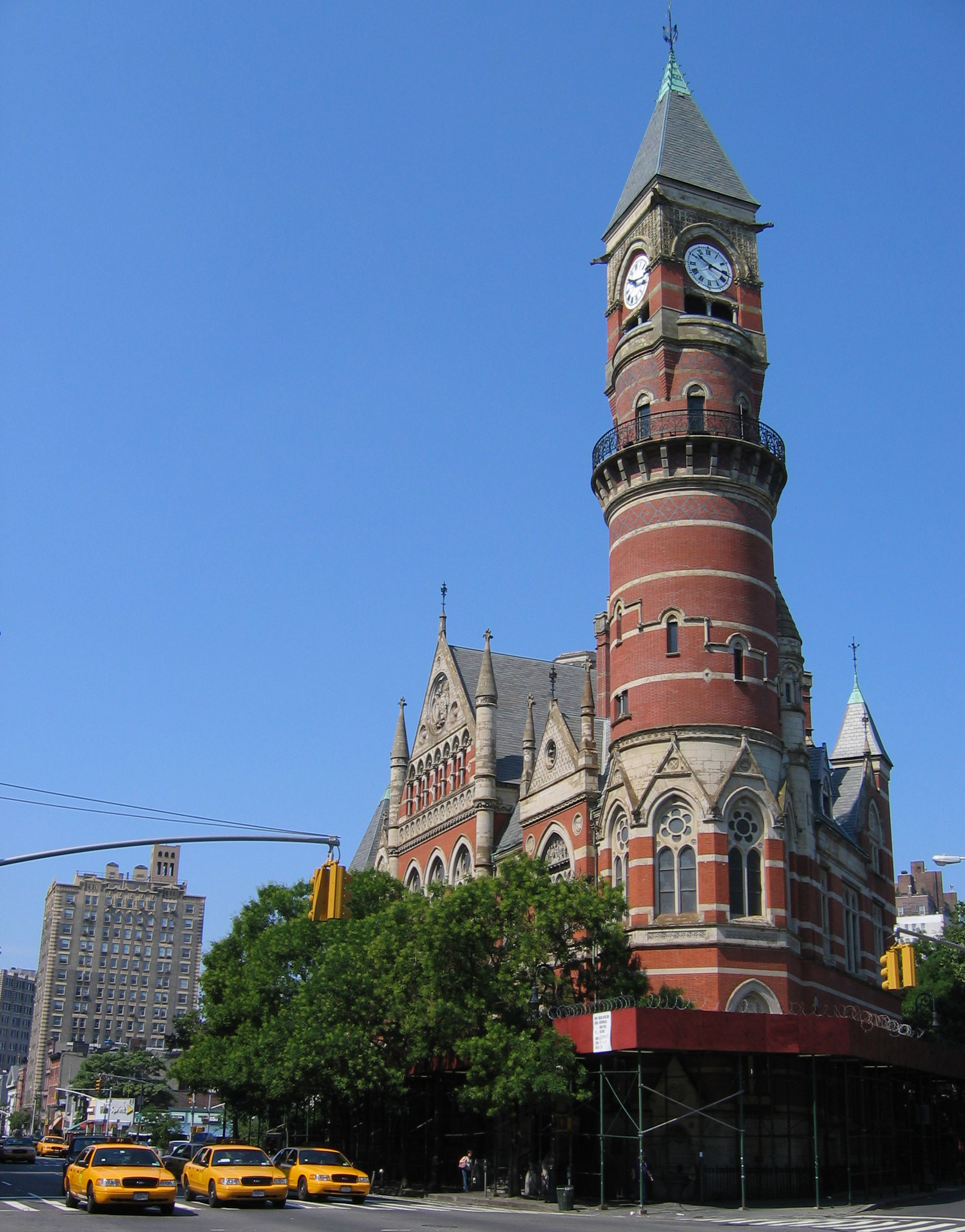
Jefferson Market Library, ancien palais de justice, site annexe de la New York Public Library.

De nos jours, artistes et historiens locaux déplorent la disparition de la culture bohème du quartier, en raison principalement de l'explosion des prix de l'immobilier. Les artistes ont déménagé depuis longtemps à Williamsburg dans l'arrondissement de Brooklyn, à Long Island, et dans le New Jersey. Néanmoins, les résidents de Greenwich Village possèdent toujours une identité communautaire forte et sont fiers de l'histoire unique et de la renommée de leur quartier. Son style de vie, fait de liberté et d'insouciance, son caractère unique et différent est ressenti tellement fortement par ses résidents que nombre d'entre eux ne vivraient nulle part ailleurs. Il est ainsi parfois dit ironiquement qu'ils sont incapables de situer New York précisément, à part de manière floue : « en dehors de la ville (le Village), quelque part vers le Nord de la 14e rue. »

### Universités
Greenwich Village accueille le campus principal de l'université de New York (NYU), The New School, l'université Yeshiva et la Benjamin N. Cardozo School of Law. Cooper Union est située dans un quartier voisin à l'Est du Village.

### Sport et espaces verts

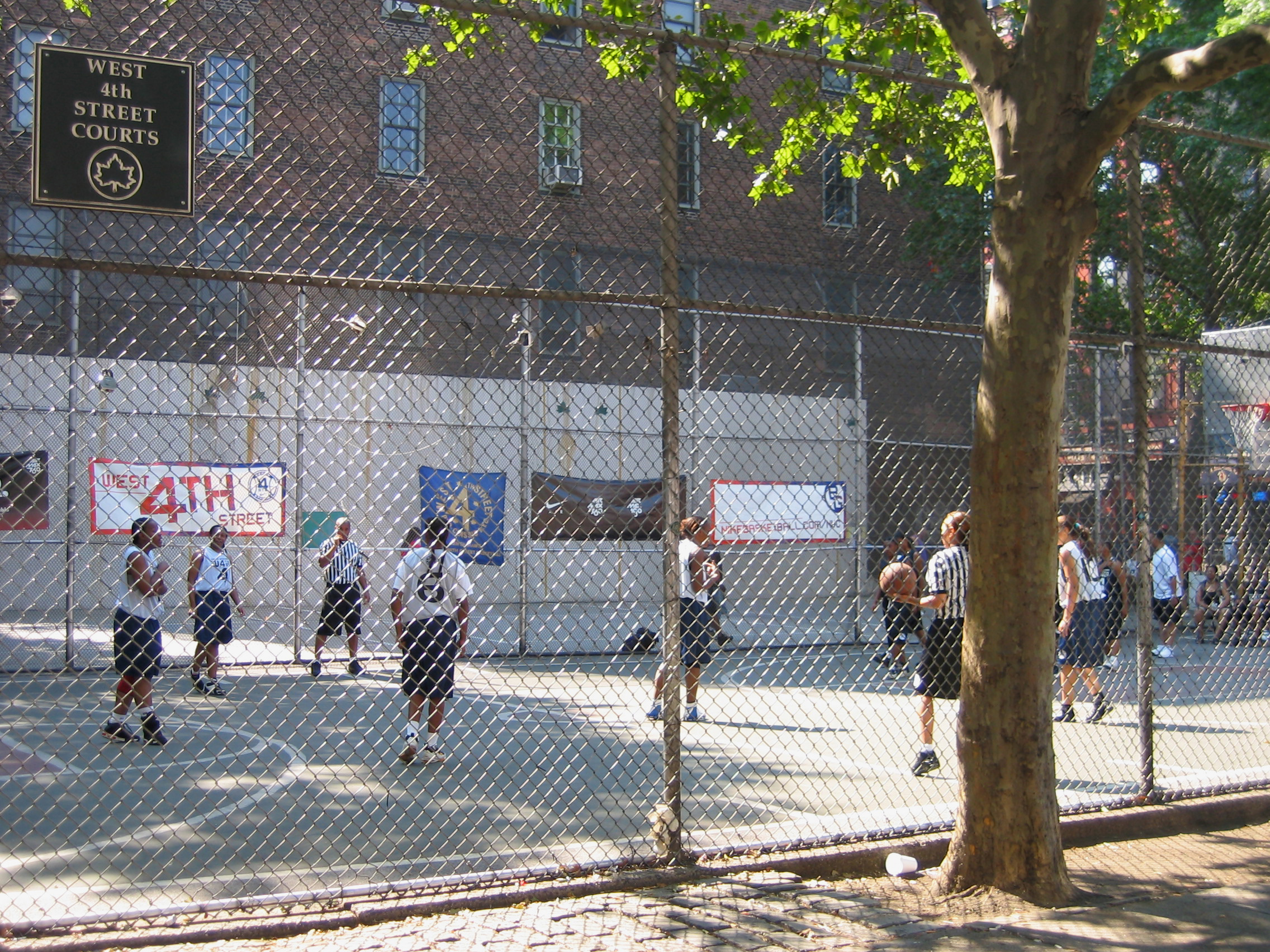
West street courts.

Le parc historique Washington Square Park est au cœur du quartier. Le Village en possède plusieurs autres, plus petits, parmi lesquels Father Fagan, Minetta Triangle, Petrosino Square, Little Red Square, et Time Landscape. Il compte également des terrains de jeux urbains, avec Desalvio, Minetta, Thompson Street, Bleecker Street, Downing Street, Mercer Street et William Passannante Ballfield. Le plus célèbre d'entre eux est The Cage, dont le nom officiel est West 4th Street Courts. Se situant au bout de la station de métro de la West 4th Street en provenance de la 6th Avenue qui sert les lignes A-B-C-D-E-F-V, le terrain est facilement accessible aux joueurs de basket-ball et de handball américain en provenance de tout New-York. The Cage est devenu l'un des sites les plus importants de tournoi d'amateurs de basket-ball de rue, le streetball.

### Spectacles
Le Village possède également une vie artistique animée. Il possède en effet de nombreux théâtres expérimentaux dits Off-Broadway et d'avant-garde dits Off-Off-Broadway. À titre d'exemple, le collectif d'artistes contemporains Blue Man Group, qui a notamment tourné des publicités pour IBM a élu domicile au Astor Place Theater (en). Le club de jazz Village Vanguard accueille certains des plus grands noms de la discipline de façon régulière. Les clubs de comédie valorisent aussi bien le Village, y compris The Boston et Comedy Cellar, où beaucoup de comiques du stand-up américains ont fait leurs débuts.

### Halloween
Chaque année, le 31 octobre, Greenwich Village accueille la New York's Village Halloween Parade, un défilé se déroulant sur plus d'un kilomètre, où se mêlent gens déguisés, mimes, drag queens, exhibitionnistes, marionnettes et animaux. L'évènement attire chaque année près de deux millions de visiteurs, venus de tous les États américains pour exposer fièrement leurs déguisements ou eux-mêmes admirer les défilés. Les déguisements présentés pendant la parade par des professionnels et des amateurs ont parfois nécessité plusieurs mois de travail.

### Presse
Plusieurs publications ont des bureaux dans le Village, le plus notable est le journal du week-end The Village Voice.

## Patrimoine architectural
L'église Saint-Joseph est l'église catholique construite en tant que telle la plus ancienne de New York. Elle a été bâtie en forme de temple grec en 1833-1834. La Judson Memorial Church, église protestante édifiée à la fin du XIXe siècle dans le style de la Renaissance italienne est depuis les années 1950 un foyer de culture alternative.

## Témoignage
Sullivan Street était l'adresse du parrain Vincent Gigante, de la Famille Genovese. Résident de longue date, peu avant de mourir dans une prison fédérale, il confia à un camarade de cellule que « Greenwich Village est le meilleur endroit des États-Unis » (« Greenwich Village is the greatest place in the U.S. »)
Témoin de l'esprit de liberté qui flottait dans le quartier à l'époque de la prohibition, le Chumley's, au 86 Bedford street, invite les nostalgiques sur la trace des speakeasys. Sa décoration est d'époque, aucune enseigne extérieure n'indique donc la présence du bar, discrétion oblige. L'établissement est même doté d'une sortie secrète par l'arrière qui donne sur Barrow Street. Ceci permettait aux clients de quitter les lieux rapidement et en toute discrétion en cas de descente de police.

## Univers de fiction
- Entre 1994 et 2004, la sitcom de NBC, Friends a pour décor le Village, bien que cela soit filmé et produit à Burbank en Californie. Les scènes extérieures de l'immeuble où se situe l'appartement de Monica est réellement situé au 90 Bedford Street, dans l'ouest de Greenwich Village[10].
- Dans la série télévisée de HBO Sex and the City, l'appartement de Carrie Bradshaw se trouve au 66 Perry Street[11].
- Les personnages de la sitcom Aline et Cathy (Kate & Allie) de CBS ont partagé un ancien immeuble de style « brownstone » à Greenwich Village dans la majorité des épisodes du milieu des années 1980.
- Le personnage Docteur Strange de Marvel Comics vient du Village.
- Le film 30 ans sinon rien avec Jennifer Garner parle d'une fille réalisant le souhait pour son anniversaire d'être plus âgée (il s'agit d'une version moderne de Big). Le film inclut une scène où le personnage principal veut retrouver un garçon de son passé. Lorsqu'elle demande à sa secrétaire où le garçon vit actuellement, celle-ci lui répond « The Village », rendant confuse le personnage principal, qui conserve toujours son comportement et pensées d'une fille de 13 ans dans un corps d'adulte. La secrétaire est obligée de clarifier en ajoutant « …Greenwich…Village ».
- L'héroïne du roman Journal d'une princesse de Meg Cabot, Mia, habite avec sa mère dans une ancienne caserne de Greenwich Village.
- Kinky Friedman a résidé dans le Village qu'il décrit dans ses romans.
- RUEHL no 925 (ancienne marque du groupe Abercrombie & Fitch) a inventé son concept en se basant sur un tanneur allemand qui établit sa boutique au Greenwich Village, à l'adresse no 925.
- En 2007, Julie Taymor choisit Greenwich Village pour le tournage de son film Across the Universe.
- Dans le film Men in Black 2 , l'agent chargé de l'accueil des nouveaux extraterrestres leur précise qu'ils doivent rester cachés la nuit mais qu'ils peuvent sortir le jour dans Greenwich Village.
- Dans le livre Une irrésistible envie de sucré[12] de Meg Cabot, le personnage principal Heather Wells vit en colocation dans une maison de Greenwich Village.